# Незвичайні підозрювані (Цілком таємно)
Незвичайні підозрювані (Unusual Suspects) — третій епізод п'ятого сезону серіалу «Цілком таємно». Епізод не відноситься до «міфології серіалу» — це «монстр тижня». Прем'єра в мережі «Фокс» відбулася 16 листопада 1997 року.
Серія за шкалою Нільсена отримала рейтинг домогосподарств 13.0 — загалом 21.72 мільйона глядачів переглянули епізод під час його первісного ефіру. Назва епізоду й випущений постер роблять відсилання до фільму 1995 року «Звичайні підозрювані» (The Usual Suspects).
У цій серії відбувається перша зустріч Малдера і Самотніх стрільців. 1989 року два продавці-комп'ютерники й федеральний службовець на виставці електроніки стикаються зі Сьюзен Модескі, яка тікає від урядових сил і агента ФБР Фокса Малдера. Виявляється — вона озброєна, але доводить трійці, що брала участь у таємних урядових проєктах, пов'язаних з хімічною зброєю та вирішила припинити займатися цим. Її історію троє розповідають після того, як їх знаходять на складі, де в одній з коробок лежить оголений Фокс Малдер і повторює: «Вони тут!» Згодом епізод був обіграний під час шостого сезону — «Трійка».

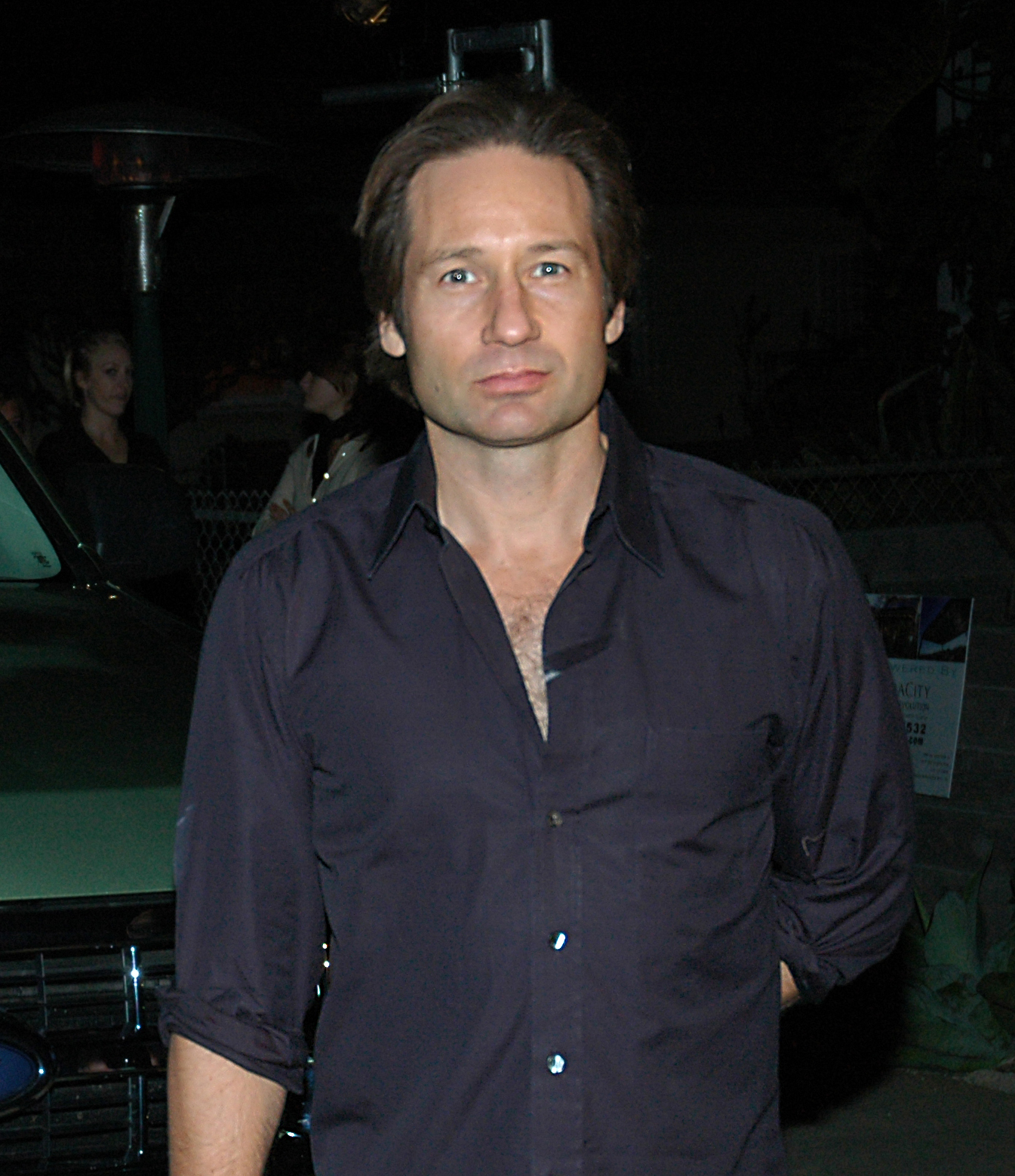

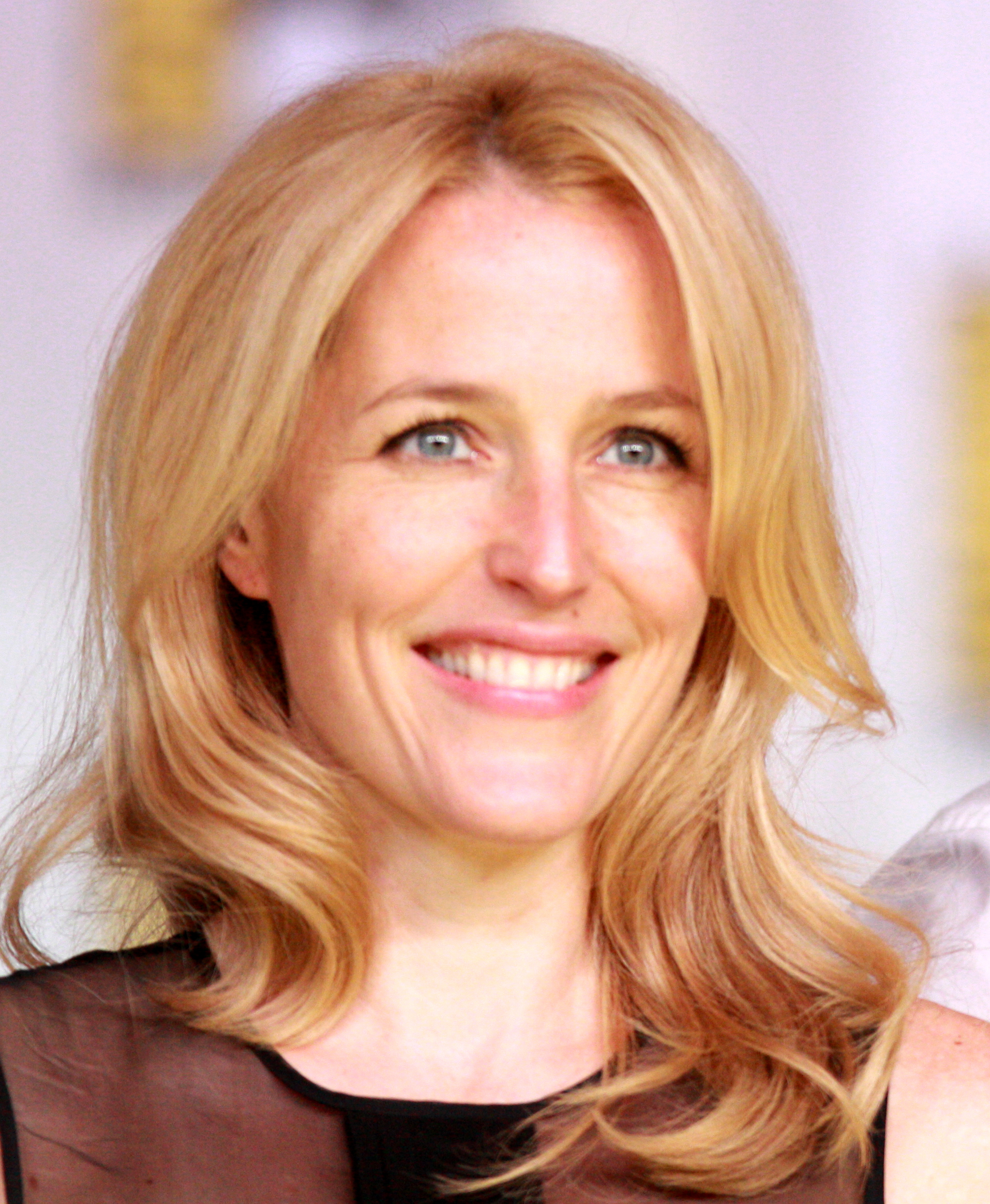

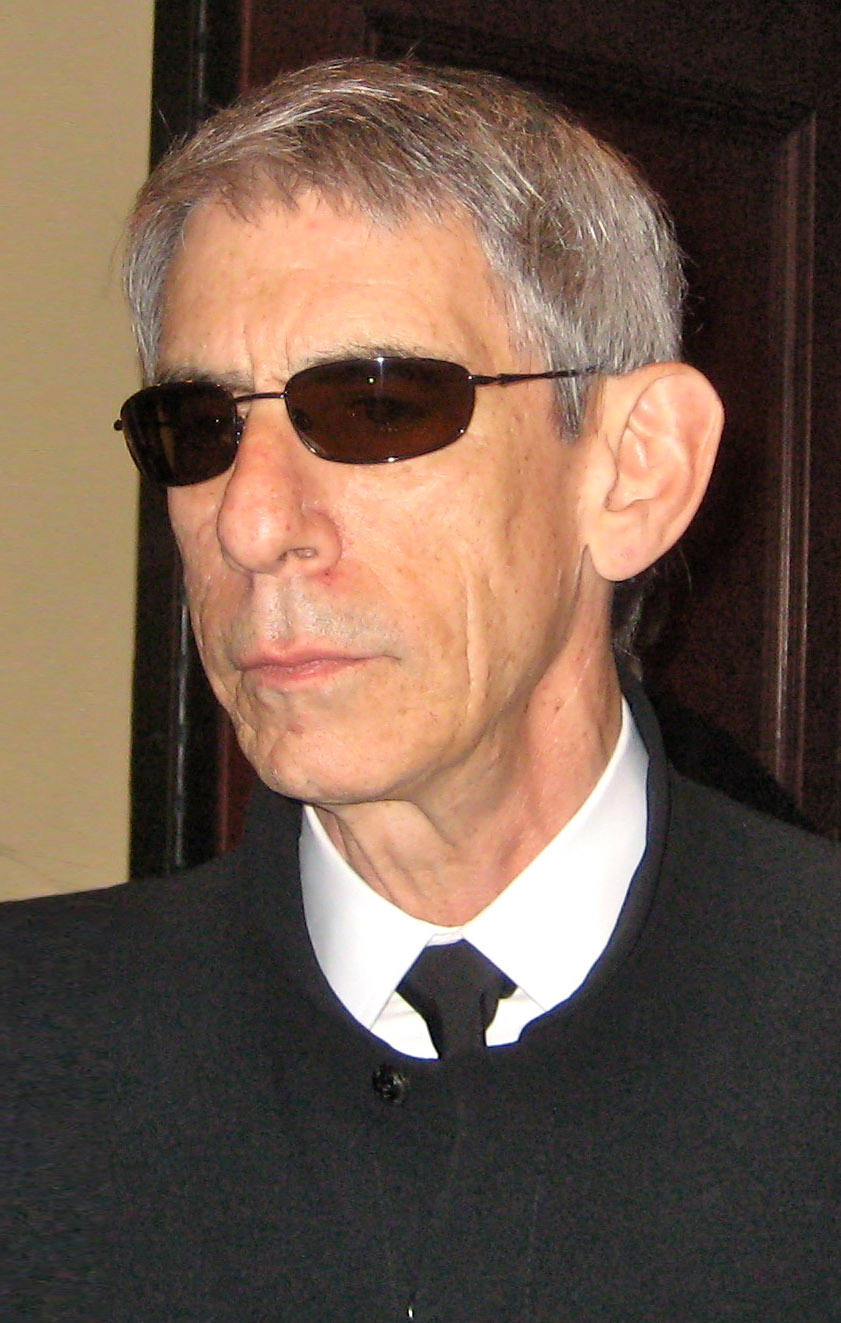

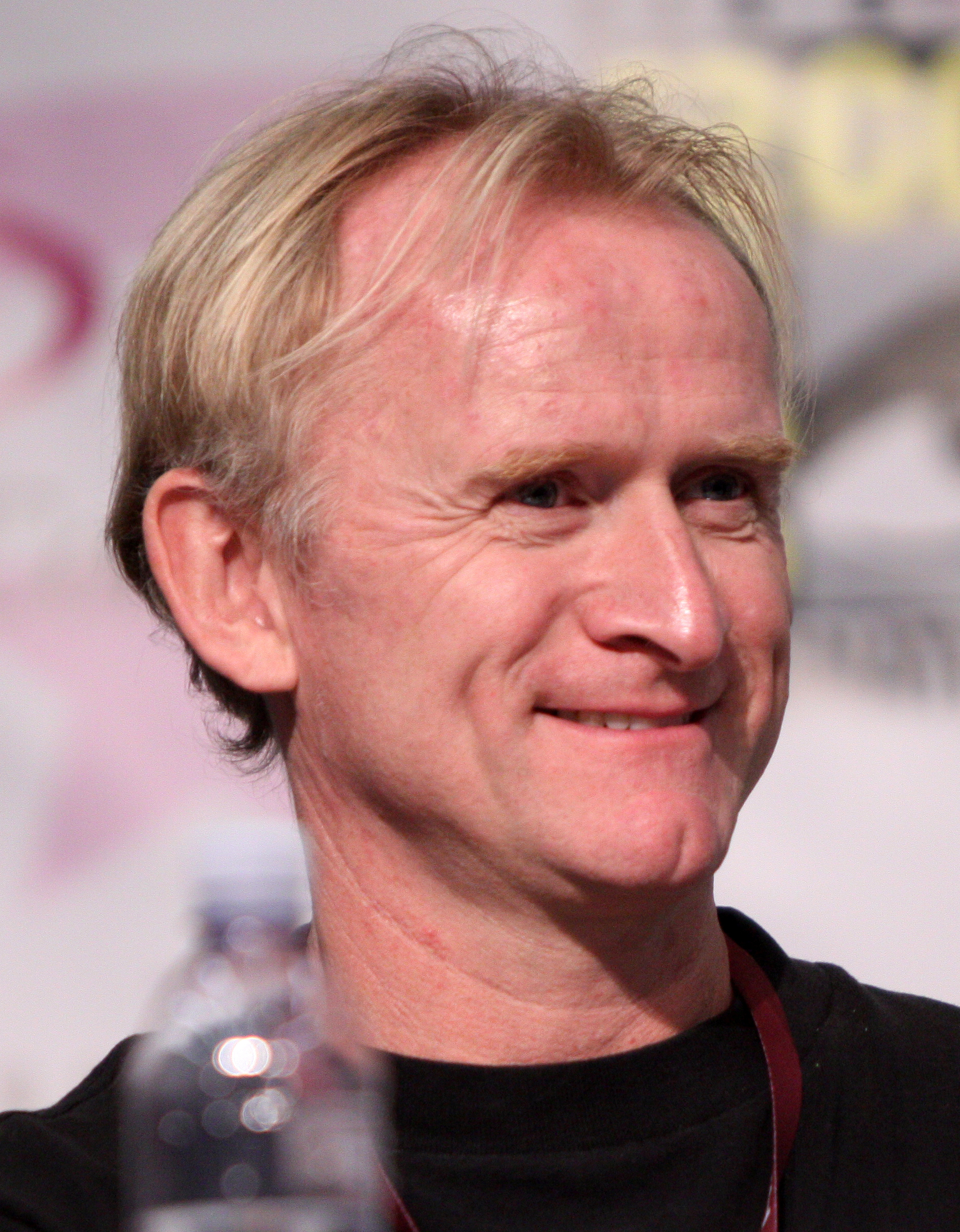

## Зміст
Істина поза межами досяжного
1989 року два продавці-комп'ютерники і товариш-федеральний службовець на виставці електроніки наштовхуються на Сьюзен Модескі, яка тікає від урядових сил і агента ФБР Фокса Малдера. З'ясовується, що вона озброєна, але доводить трьом, що брала участь в таємних урядових проєктах, пов'язаних з хімічною зброєю і вирішила покінчити із цим. Таку історію троє знайомих розповідають після того, як їх знаходять на складі за коробками -  команда спецназівців проводить рейд на Балтиморський склад (промислова зона Феллс-Пойнт), де в одній з коробок лежить оголений та дезорієнтований Фокс Малдер і повторює: «Вони тут!».
Три чоловіки намагаються втекти з місця події й потрапляють до буцегарні — це Самотні стрільці. Коли вони перебувають у міській в'язниці, починають звинувачувати одне одного в тій скруті, в якій опинилися. Детектив Джон Мунк допитує Джона Фіцджеральда Байєрса, який намагається пояснити, що ж сталося.
У спогадах Байєрс, співробітник по контактах з громадськістю Федеральної комісії зі зв'язку, відвідує комп'ютерно-електронну виставку. Там він слідкує за прекрасною жінкою, яка проходить повз нього; він слідом за нею також проходить повз кабінки, якими керують Мелвін Фрогікі та Річард Ленґлі, вони продають піратську кабельну техніку. Коли Байєрс зіштовхується з жінкою, вона відрекомендувалася як Холлі й заявила, що її трирічну доньку викрав колишній хлопець поблизу Балтімора.
Холлі дістає з течки аркуш паперу з написом «ARPANET/ WHTCORPS». Байєрс розуміє, що ці слова відносяться до комп'ютерної мережі Міністерства оборони. Він не може відвести очей від Сьюзен і пропонує свої послуги при входженні до урядової системи. Байєрс як законослухняний службовець бореться із необхідністю зламати урядовий сайт. Він знаходить зашифрований файл її дочки на ім'я Сьюзен Модескі. Якраз тоді чоловік, котрий — як стверджує Холлі — є її хлопцем, проходить повз кабінку Байєрса — це Малдер.
Байєрс та Холлі приходять до Фрогікі, щоб він допоміг їм розшифрувати файл. І Байєрс, і Фрогікі вирішують напасти на Малдера щоб віддухопелити, але зупиняються, коли він заходить їм у тил і представляється агентом ФБР. Фокс показує їм світлину Холлі. Повернувшись до своєї кабінки, Байєрс вважає, що його колегу урядові силовики заарештували за хакерство, яке він вчинив. Фрогікі переконує Байєрса не здаватися урядовим силам, і знаходить Ленґлі, щоб він допоміг їм проникнути в базу даних ФБР, аби дізнатися більше про Холлі. Хакери вмикають закільцьований генератор; вони виявляють, що «Холлі» — це насправді Сьюзен Модескі, яку розшукують за вбивства, диверсії та тероризм на військовому комплексі найновішого озброєння в Вайнстоуні у Нью-Мексико; їй діагностують психоз і глибоку параною.
Сьюзен визнає свій обман і що вона хімік-органік та що у неї нема доньки. Але стверджує — її змусили напасти за спробу залишити свою роботу в лабораторії озброєння. Там вона працювала над ерготаміном, аерозольованим газом, який викликає параною та тривогу. Сьюзен стверджує, що уряд планує випробувати газ на мирних жителях Балтімора. При розмові у неї випадає пістолет. Розшифрувавши файл, Самотні стрільці виявили, що вона говорила правду, дізнавшись місце розташування токсичного газу. Сьюзен також знаходить докази того, що у неї був встановлений пристрій для відстеження в зубі, який вона виймає кліщами.
Четверо прямують до складу, де знаходять газ, що зберігається всередині протиастматичних інгаляторів. Раптом прибуває Малдер, щоб їх заарештувати, але двоє «Людей в чорному» приходять затримати Сьюзен. Вони стріляють у Малдера, нищачи коробки за ним і на Фокса розприскується газ. Модескі підстрелює «Людей в чорному». Потім прибуває більше «Людей в чорному» з містером Х, який залякує Самотніх стрільців. Вплив газу призводить до того, що Малдер ховається оголеним в коробці і галюцинує, ніби бачить прибульців на складі. «Люди в чорному» до блиску зачищають склад. Байєрс протистоїть містеру X, наголошуючи йому про свої дії і згадавши передбачуване приховування від вбивства Джона Ф. Кеннеді. Непереконливе заперечення містера Х — «Кажуть, там був стрілець-одинак» — стає походженням назви Стрільців. Містер X йде, як тільки приїжджає поліція та заарештовує Самотніх стрільців.
В той час детектив Мунк не вірить історії Байєрса, але незабаром це підтверджує Малдер. Після звільнення Самотніх стрільців вони стикаються з Сьюзен. Модескі не змогла змусити пресу повірити в її історію. Вона каже Стрільцям розкрити правду для якомога більше людей. Потім Сьюзен потрапляє в полон до містера Х, який повертається до Самотніх стрільців, коли вони прощаються з нею. Пізніше вони втрьох зустрічаються з Малдером у конференц-центрі та пояснюють, що з ним сталося.

## Створення
Концепція створення епізоду про Самотніх стрільців виникла тоді, коли продюсери серіалу мусили розпочати виробництво п'ятого сезону в останній тиждень серпня у Ванкувері, але потрібні для зйомок Девід Духовни та Джилліан Андерсон все ще знімалися в фільмі «Цілком таємно» у Лос-Анджелесі. Обов'язки з написання сюжету лягали на Вінса Гіллігана, який спочатку склав історію про нанотехнології, перш ніж змінити напрям до витоків Самотніх стрільців за задумом Кріса Картера. Крім того, «Незвичайні підозрювані» послужили перехрестям із серією NBC «Вбивство: життя на вулиці»: тут задіяний детектив Річард Белзер Джон Мунк. Незабаром Гілліган розробив сценарій з подіями в Балтіморі. Духовни представлений у кількох сценах, знятих за тиждень після більшості відзнятої серії.
В епізоді почали чітко виділятися особистості Самотніх стрільців. Виконавчий продюсер Френк Спотніц пояснив: "До ["Незвичайних підозрюваних"] вони були свого роду взаємозамінними у наданій їм інформації. Але тоді Вінс, який любив персонажів і справді хотів скористатися шансом заглибитися в їх життя детальніше, створив попередню частину історії, і вони стали набагато цікавішими". Дін Хаглунд, який зіграв Ланглі, так сказав про епізод: «Те, що ми читали в сценарії, насправді не було нашим походженням, як ми собі уявляли. Я подумав, що ми всі разом в університетській гаражній групі або Брюс [Харвуд] думав, що він — людина з ремонту фотокопіювальних машин». Значна частина дій епізоду була зосереджена на Байєрсі. Цей досвід був для нього новим, і він зазначив: «Не думаю, що я колись робив епізод, коли був головним героєм. Але я відчував себе ведучим, тому що це моя історія про закоханість в цю жінку і потім перетягнув ці два інші поцілунки в катастрофу, що виникла». Вінс Гілліган був особливо задоволений характеристикою Байєрса в цьому епізоді, пізніше зізнавшись: "Мені просто сподобалася ідея, що Байєрс працює в уряді і є таким дуже провінційним усміхненим хлопцем. Це просто фундаментальна драма. Персонаж у подорожі, і подорож розвертає його на 180 градусів від того, ким він був оригінальним [лю] ".
Гілліган намагався зробити історію максимально точною. Як стверджував Гілліган, він доручив Кену Гавриліву, який працював над реквізитом зйомок, знайти «найбільший мобільний телефон, який тільки можливо» — в пошуках знайшли зразок Motorola, представлений в епізоді. Гілліган також зустрівся з групою хакерів, яка публікувала «2600: The Hacker Quarterly», щоб навчитися правильної хакерської термінології..
Під час написання епізоду Гілліган лобіював його перехрестя з шоу NBC «Вбивство: життя на вулиці», яке також відбувається в Балтіморі. Пізніше він згадував: «Я зрозумів, що весь епізод був створений навколо Байєрса, який розповідав свою детективну історію про вбивство в Балтіморі. Тож я зрозумів — чудове шоу про „самогубство“», то чому б не спробувати примусити Річарда Белзера зіграти свого детектива [Джона Мунка]?"" Незважаючи на певні вагання адвокатів Фокса, виконавчий продюсер NBC Том Фонтана врешті з ним зв'язався, і він був більш ніж готовий дозволити використання Белзера. Пізніше Гілліган описав Фонтану як «чудового хлопця» — за допомогу в цьому питанні. 
Епізод демонструє першу появу Містера X, який був убитий у відкритті четвертого сезону «Раса панів». Цю ідею запропонував виконавчий продюсер Джон Шибан, який також допоміг Гіллігану при розкадруванні епізоду. Він пояснив: "У нас була створена рада, і … і не вистачало уривка, й ми просто не змогли придумати, як вийти з цієї ситуації. Чому цей вбивця просто не вбиває Самотніх стрільців? Це була історія спалаху, і це було в 1989 році, і ми крокували по моєму задньому двору, і … я просто звернувся до нього і сказав: «Містер Х! … У Містера X інший порядок денний! Містер X вбивця, це не якийсь інший персонаж, це наш Містер X. … Він би не вбив стрільців, бо це не він»
Режисером епізоду став Кім Меннерс, який був надзвичайно задоволений кінцевим результатом. Він сказав: «Зняти цю серію було дуже весело. Це перше шоу, яке провели Стрільці, і я справді добре провів час „пастухом“ Томмі, Діна та Брюса, бо [sic] вони нервували, вони мали цілу годину
кіночасу нести». Однією з сцен, з якої Маннерс був надзвичайно задоволений, був кадр, в якому Сьюзен Модескі в куточку проникає у готельний номер Самотнього стрільця і відбувається стрілянина. Поведінка було натхненна фільмом Чарівник країни Оз 1939 року — адаптацією Чарівника з країни Оз, більш конкретніше «Опудалом, і Залізним Дроворубом, і Левом… тремтячим за Дороті».  Врешті-решт, Маннерс відчув, що послідовність «справді добре склалася».

## Сприйняття
Епізод отримав змішані та помірно позитивні відгуки критиків. Прем'єра в мережі «Фокс» відбулася 16 листопада 1997 року.. Епізод отримав рейтинг Нільсена 13,0 з часткою 19 — його переглянули 21,72 мільйона глядачів.
Рецензентка The A.V. Club Емілі Вандерверф надала «Незвичайним підозрюваним» оцінку A-, і написала, що епізод «є любовним листом до самої ідеї параної». Крім того, вона стверджувала, що «в міру того, як епізод перемістився до своєї кульмінації, коли містер X неймовірно — але відпускає стрільців жити після того, як стільки побачив, скільки вони зробили … мене вразило — те, що ми тут бачимо, може не слід сприймати цілком серйозно, подібно до того, як „Мрії Курця“ [ sic ] — це більше про те, ким хотів би бути Курець, ніж про людину, якою він є насправді. Це не справжня історія; це маніфест.»
Роберт Шірман та Ларс Пірсон у своїй книзі «Хочемо вірити: Критичний посібник із Цілком таємно, Мілленіуму та Самотніх стрільців» оцінили епізод 3 зірки із п'яти. Вони порівнювали епізод із «Мріями Курця», але назвали це «відстороненим і чарівним». Шірман і Пірсон критикували епізод, який «значною мірою зосереджений на тому, що запропонував аудиторії розгляд урядової змови… п'ять сезонів у хіт-серіалі, яка перетворила цей аргумент на кліше».  Пола Вітаріс з Cinefantastique надала епізоду позитивний відгук і присудила йому три зірки з чотирьох. Вона зазначила, що «„Незвичайні підозрювані“ є наповнювачем, але забавним наповнювачем. Сценарій структурований як фільм нуар і трохи плаває в часі, але в цілому це добре працює». Оглядачка також оцінила як гідний виступ Сігні Коулман в ролі Сьюзен Модескі і назвала повернення «ще не вмерлого» X «приємним».. Ерін Макканн із «Гардіан» увів «Незвичайних підозрюваних» до 13 кращих серій серіалу.

| Актор             | Роль                    |
| ----------------- | ----------------------- |
| Девід Духовни     | Фокс Малдер             |
| Джилліан Андерсон | Дейна Скаллі            |
| Річард Белзер     | Джон Мунк               |
| Сігні Коулман     | Сьюзен Модескі          |
| Брюс Гарвуд       | Джон Фіцджеральд Байєрс |
| Том Брейдвуд      | Мелвін Фрогікі          |
| Дін Гаглунд       | Річард Ленґлі           |
| Стівен Вільямс    | Містер X                |